# Сенгетовський Золтан Йосипович
Золтан Йосипович Сенгетовський (нар. 9 вересня 1928, Ужгород, Чехословаччина — пом. 1996) — радянський футболіст угорського походження, нападник.

## Життєпис
Він розпочав свою кар'єру в молодіжній команді «Мундаш» (Ужгород) у 1942-1945 роках в угорському провінційному чемпіонаті. Після завершення Другої світової війни в Парижі було укладено мирні договори, й Закарпаття опинилося в складі СРСР, а Золтан перейшов до щойно створеного клубу «Спартак» (Ужгород) з другого дивізіону чемпіонату СРСР. Протягом наступних років виступав у команді з Закарпаття, у складі якої двічі ставав переможцем молодіжного чемпіонату УРСР. У 1947 році дебютував у дорослій команді ужгородського клубу, а 1948 року разом зі «Спартаком» у фінальній частині чемпіонату першої ліги посів 4-те місце (Київ, стадіон «Динамо», 3—26 жовтня). Цього ж сезону у кубку СРСР в першому раунді «Спартак» зустрівся з київським «Динамо» й у запеклому та безкомпромісному протистоянні ужгородська команда поступилася киянам з рахунком 1:2, які того сезону тріумфували в цьому турнірі. У команді киян тоді зіграло два колишніх гравця ужгородців - Георгій Лавер та Янош Фабіан - також цей матч став унікалним й тому, що по його завершенні (20 жовтня 1948 року) окрім Золтана Сенгетовського сім гравців «Спартака» отримали запрошення до київського клубу, а саме: Дезидерій Товт, Михайло Михалина, Ернест Юст, Михайло Коман, Золтан Дьєрфі, Василь Годничак та Василь Гажо (Два роки по тому до цієї групи молодих угорських та чехословацьких футболістів приєднався ще й уродженець Мукачевого Тібор Попович). «Динамо» (Київ) вперше в своїй новітній історії в 1949 році виграв золоті медалі вищої ліги чемпіонату СРСР. Київська команда, яка протягом декількох років зібрала в своєму складі аж 10 уродженців Закарпаття, досягла значних успіхів як у національних та і в міжнародних змаганнях. Таким чином, «Динамо», між іншим, завдяки відмінній грі, у тому числі й Золтана Сенгетовського, вдруге у своїй історії - вдалося завоювати срібні медалі чемпіонату СРСР, перервавши багаторічну гегемонію московських команд у радянських футбольних змаганнях.
У 1954 році Сенгетовський повернувся до ужгородського «Спартака», у якому провів два сезони й у 1954 році разом з командою дійшов до 1/8 фіналу кубку СРСР. Згодом разом зі своїм одноклубником Золтаном Дьєрфі перейшов до станіславського «Спартака», а два роки по тому перейшов до клубу «Темп» (Київ) з чемпіонату УРСР, де згодом став головним тренером клубу. На момент його приходу до київської команди, «Темп» виступав у другому класі чемпіонату УРСР, у 1964 році під його керівництвом київський клуб посів 10-те місце серед 41 клубу, а в кубку УРСР досяг фіналу в своїй зоні. Після завершення активної футбольної діяльності повертається на Закарпаття, де займається розвитком футболу в містах та районах краю, допоки не виходить на пенсію.

## Досягнення
УРСР
- Чемпіонат УРСР
  -  Чемпіон (2): 1947, 1948

СРСР
- Чемпіонат СРСР
  -  Чемпіон (1): 1949
  -  Срібний призер (1): 1952

- Звання Майстер спорту СРСР (1952)